# Charette-Varennes
Pour les articles homonymes, voir Charette et Varennes.
Charette-Varennes est une commune française située dans le département de Saône-et-Loire, en région Bourgogne-Franche-Comté.
Le 1er janvier 1997, l'ancienne commune de Charette a été renommée Charette-Varennes en absorbant (par fusion simple) l'ancienne commune de Varennes-sur-le-Doubs.

## Géographie
La commune fait partie de la Bresse louhannaise. Elle est située au bord du Doubs qui offre des belles baignades l'été, le Doubs étant une rivière méandreuse et sédimentaire dans sa basse vallée. De nombreuses plages à découvrir pour les baigneurs précautionneux.

### Climat
Pour des articles plus généraux, voir Climat de la Bourgogne-Franche-Comté et Climat de Saône-et-Loire.
En 2010, le climat de la commune est de type climat océanique dégradé des plaines du Centre et du Nord, selon une étude du Centre national de la recherche scientifique s'appuyant sur une série de données couvrant la période 1971-2000. En 2020, Météo-France publie une typologie des climats de la France métropolitaine dans laquelle la commune est exposée à un climat semi-continental et est dans la région climatique Bourgogne, vallée de la Saône, caractérisée par un bon ensoleillement (1 900 h/an), un été chaud (18,5 °C), un air sec au printemps et en été et des vents faibles.
Pour la période 1971-2000, la température annuelle moyenne est de 11,1 °C, avec une amplitude thermique annuelle de 17,7 °C. Le cumul annuel moyen de précipitations est de 891 mm, avec 11,2 jours de précipitations en janvier et 7,6 jours en juillet. Pour la période 1991-2020, la température moyenne annuelle observée sur la station météorologique de Météo-France la plus proche, « Pagny-le-chateau », sur la commune de Chamblanc à 12 km à vol d'oiseau, est de 11,7 °C et le cumul annuel moyen de précipitations est de 802,0 mm. 
La température maximale relevée sur cette station est de 39,6 °C, atteinte le 7 août 2003 ; la température minimale est de −17,8 °C, atteinte le 20 décembre 2009,,.
Les paramètres climatiques de la commune ont été estimés pour le milieu du siècle (2041-2070) selon différents scénarios d'émission de gaz à effet de serre à partir des nouvelles projections climatiques de référence DRIAS-2020. Ils sont consultables sur un site dédié publié par Météo-France en novembre 2022.

## Urbanisme

### Typologie
Au 1er janvier 2024, Charette-Varennes est catégorisée commune rurale à habitat dispersé, selon la nouvelle grille communale de densité à sept niveaux définie par l'Insee en 2022.
Elle est située hors unité urbaine et hors attraction des villes,.

### Occupation des sols
L'occupation des sols de la commune, telle qu'elle ressort de la base de données européenne d’occupation biophysique des sols Corine Land Cover (CLC), est marquée par l'importance des territoires agricoles (67,8 % en 2018), une proportion identique à celle de 1990 (67,8 %). La répartition détaillée en 2018 est la suivante : terres arables (39,9 %), forêts (23,3 %), zones agricoles hétérogènes (18,5 %), prairies (9,4 %), eaux continentales (4,7 %), zones urbanisées (4,2 %). L'évolution de l’occupation des sols de la commune et de ses infrastructures peut être observée sur les différentes représentations cartographiques du territoire : la carte de Cassini (XVIIIe siècle), la carte d'état-major (1820-1866) et les cartes ou photos aériennes de l'IGN pour la période actuelle (1950 à aujourd'hui).

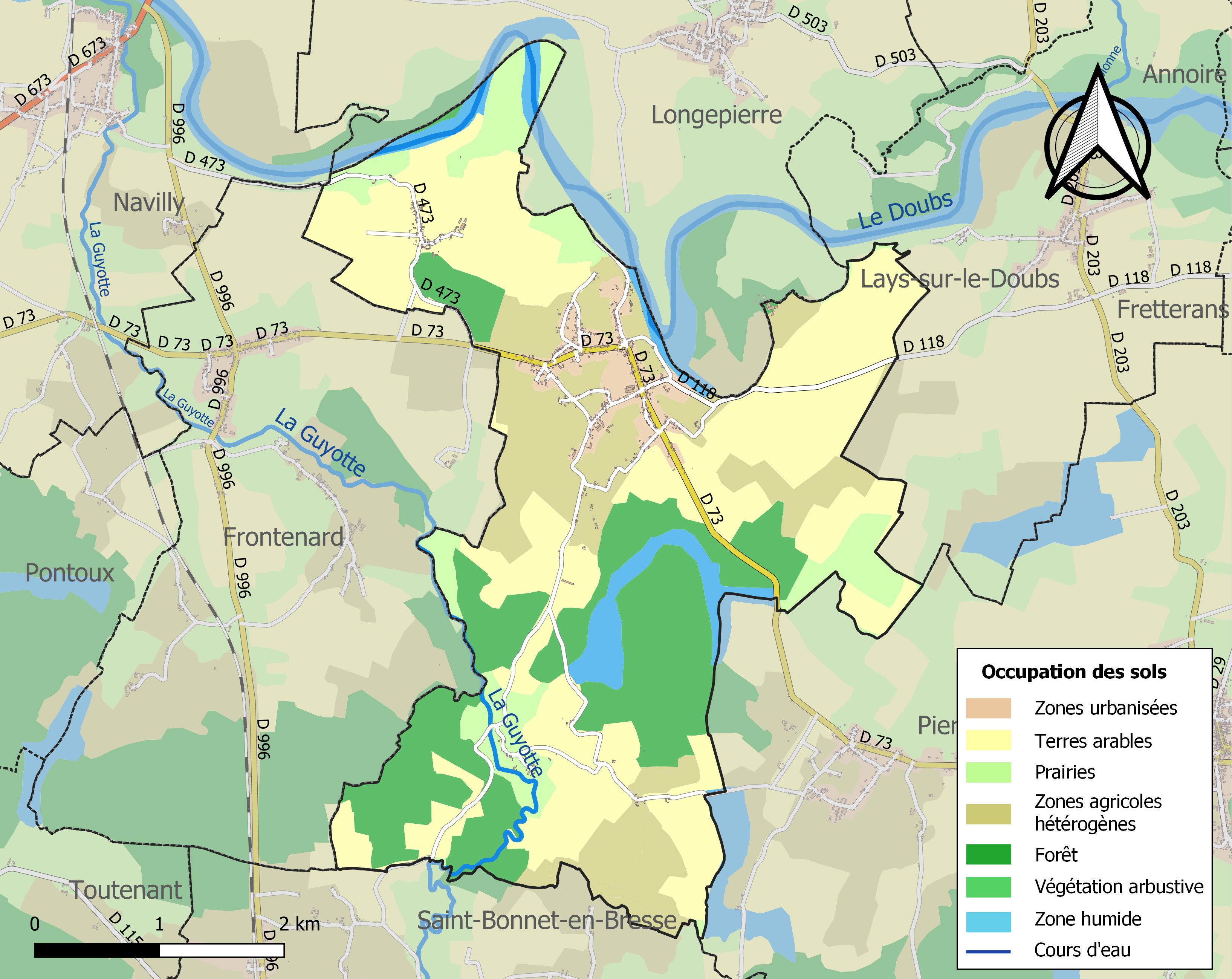
Carte des infrastructures et de l'occupation des sols de la commune en 2018 (CLC).

## Histoire
Jusqu'à la Révolution française, Charette et Varennes-sur-le-Doubs, localités du département de Saône-et-Loire relevant depuis 1801 du diocèse d'Autun, dépendirent du diocèse de Besançon.
Le 1er janvier 1997, l'ancienne commune de Charette a été renommée Charette-Varennes en absorbant (par fusion simple) l'ancienne commune de Varennes-sur-le-Doubs (ancien code INSEE 71560).

## Politique et administration
| Période                                  | Période   | Identité              | Étiquette | Qualité |
| ---------------------------------------- | --------- | --------------------- | --------- | ------- |
| avant 1995                               | ?         | Yves Arveux           |           |         |
| mars 2001                                | mars 2008 | Pierrette Garcenot    |           |         |
| mars 2008                                | En cours  | Marie-Madeleine Dorey |           |         |
| Les données manquantes sont à compléter. |           |                       |           |         |

## Démographie
L'évolution du nombre d'habitants est connue à travers les recensements de la population effectués dans la commune depuis 1793. Pour les communes de moins de 10 000 habitants, une enquête de recensement portant sur toute la population est réalisée tous les cinq ans, les populations de référence des années intermédiaires étant quant à elles estimées par interpolation ou extrapolation. Pour la commune, le premier recensement exhaustif entrant dans le cadre du nouveau dispositif a été réalisé en 2006.

En 2022, la commune comptait 434 habitants, en évolution de −4,82 % par rapport à 2016 (Saône-et-Loire : −1,06 %, France hors Mayotte : +2,11 %).
| 1793 | 1800 | 1806 | 1821 | 1831 | 1836 | 1841 | 1846 | 1851 |
| ---- | ---- | ---- | ---- | ---- | ---- | ---- | ---- | ---- |
| 456  | 640  | 630  | 599  | 616  | 665  | 684  | 725  | 726  |

| 1856 | 1861 | 1866 | 1872 | 1876 | 1881 | 1886 | 1891 | 1896 |
| ---- | ---- | ---- | ---- | ---- | ---- | ---- | ---- | ---- |
| 762  | 756  | 770  | 761  | 798  | 787  | 761  | 719  | 702  |

| 1901 | 1906 | 1911 | 1921 | 1926 | 1931 | 1936 | 1946 | 1954 |
| ---- | ---- | ---- | ---- | ---- | ---- | ---- | ---- | ---- |
| 680  | 673  | 668  | 553  | 525  | 509  | 485  | 418  | 407  |

| 1962 | 1968 | 1975 | 1982 | 1990 | 1999 | 2006 | 2011 | 2016 |
| ---- | ---- | ---- | ---- | ---- | ---- | ---- | ---- | ---- |
| 406  | 380  | 352  | 349  | 316  | 354  | 371  | 437  | 456  |

| 2021 | 2022 | - | - | - | - | - | - | - |
| ---- | ---- | - | - | - | - | - | - | - |
| 443  | 434  | - | - | - | - | - | - | - |

## Vie locale

### Culte
Charette-Varennes relève de la paroisse Notre-Dame de Bresse-Finage, qui regroupe seize villages et a son siège à Pierre-de-Bresse.

## Culture locale et patrimoine

### Lieux et monuments
Sont à voir à Charette-Varennes :

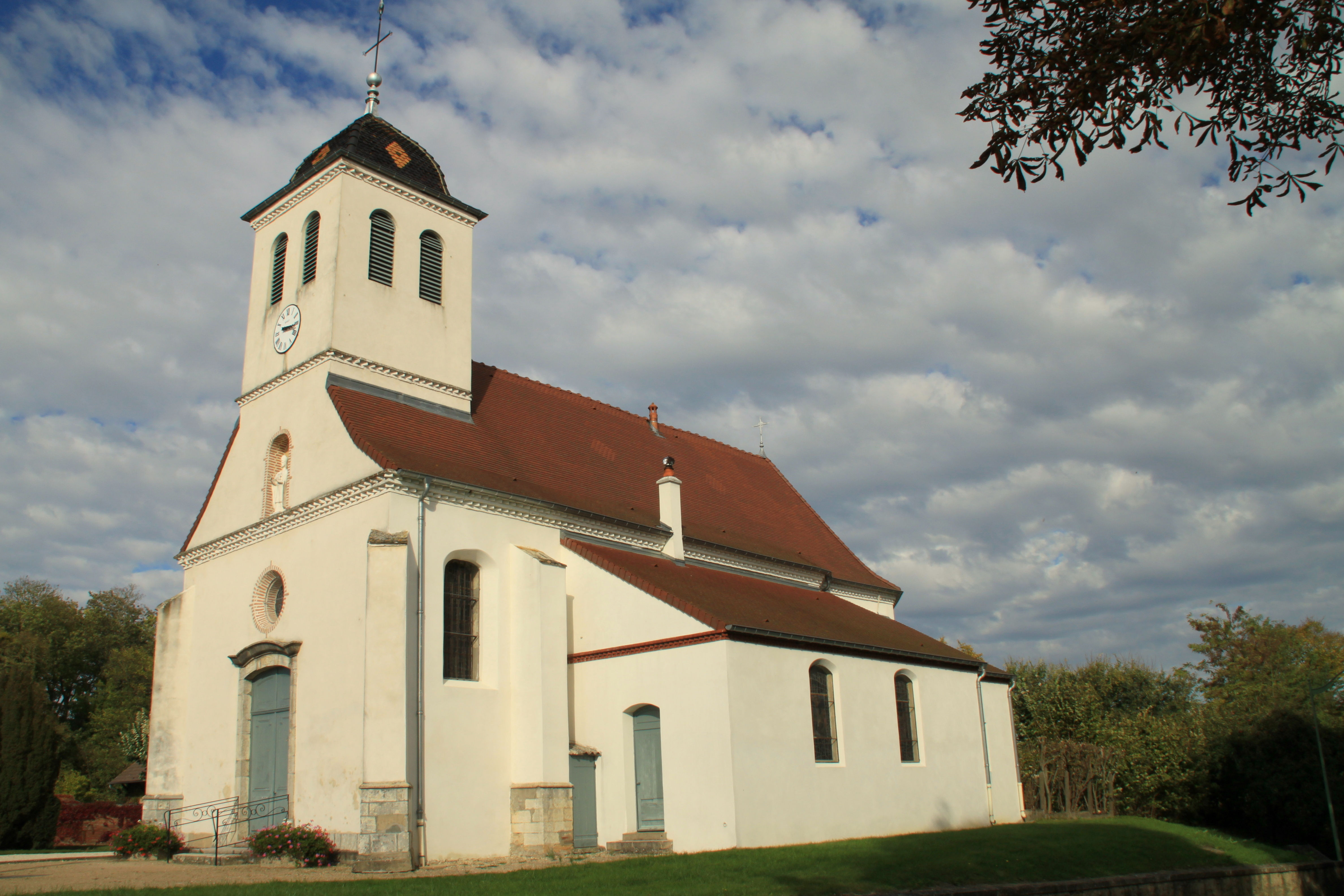
L'église de Charette, sous le vocable de saint Remi.

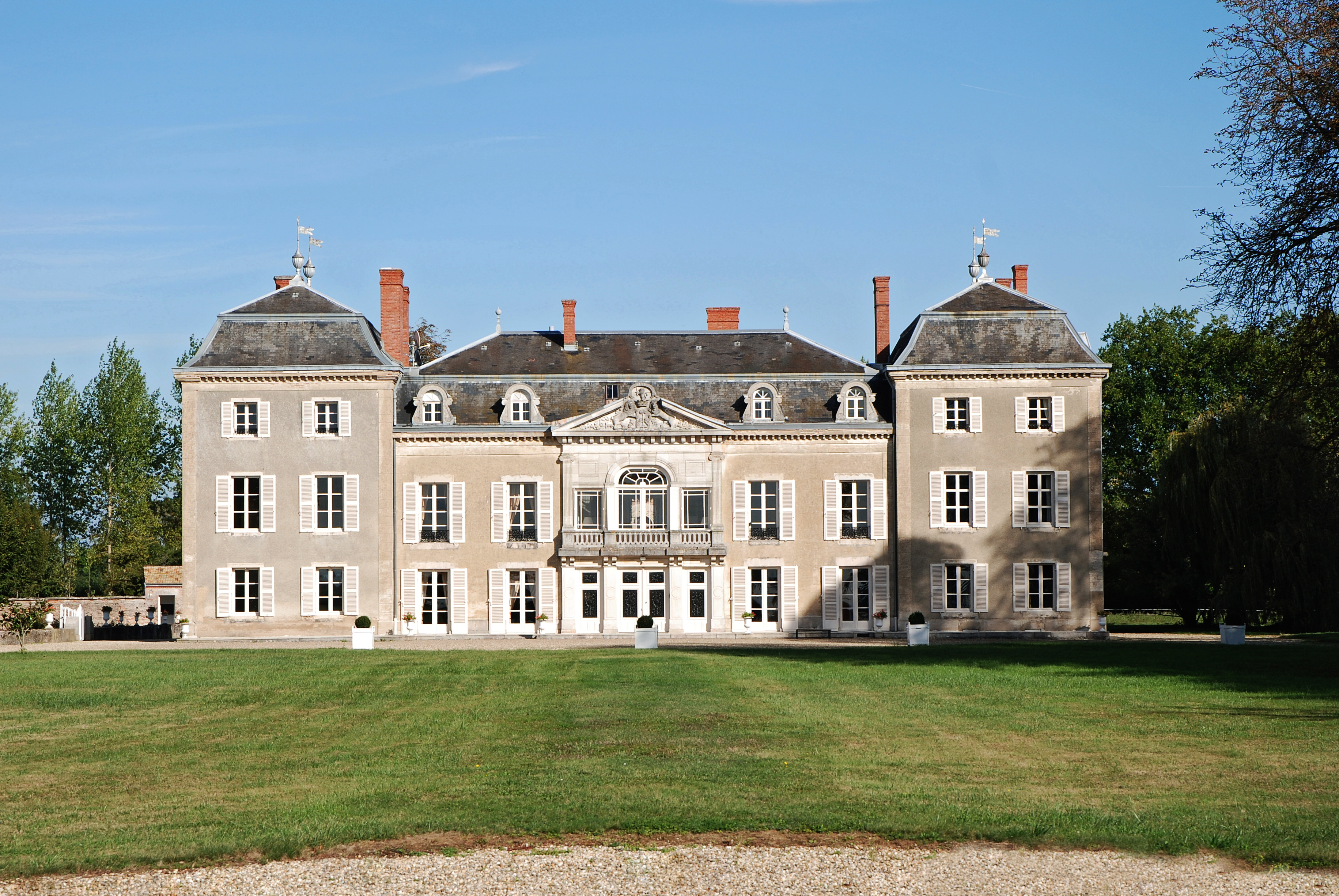
Vue générale du château de Varennes.

- l'église Saint-Remi de Charette, qui date du milieu du XVIIIe siècle (1748) et présente une façade élégante à corniches et un clocher comtois à l’impériale à tuiles écailles vernissées[18] ;
- le château de Varennes, partiellement inscrit au titre des Monuments historiques depuis le 8 juin 2021[19],[20].

### Personnalités liées à la commune
De nombreuses personnalités connues sont issues ou bien sont passées dans ce charmant village de la Bresse. Le fondateur des usines Jacob-Delafon, le concepteurs des mouches artificiels, des graveurs, peintres, joailliers de la place de Paris, etc. Pour plus d'information, voir le livre sur les monographies familiales de ce village par Anthony Thibert, baron de Varennes, édité en 2018 et consultable à la mairie du village.

## Héraldique
| Blason de Charette-Varennes | Blason  | Écartelé en sautoir: au 1er d'azur à deux fasces ondées d'argent, au 2e d'or à la lettre cursive majuscule C de sable accompagnée en chef d'un épi de blé tigé et feuillé de sinople, au 3e d'or à la lettre cursive majuscule V de sable accompagnée en pointe d'un épi de maïs feuillé de sinople, 4 4e d'azur au lion d'hermine. |
| Blason de Charette-Varennes | Détails | Le statut officiel du blason reste à déterminer. |

## Pour approfondir